# Błażej Jankowiak
Błażej Jankowiak (ur. 11 czerwca 1988 w Katowicach) – polski reżyser, operator, producent i montażysta. Autor setek teledysków polskich i zagranicznych artystów. Laureat wielu nagród na międzynarodowych festiwalach głównie za produkcje teledysków i krótkich form filmowych. W 2008 wraz z ojcem założyli dom produkcyjny 9LITER FILMY. Jego firma jest członkiem Krajowej Izby Producentów Audiowizualnych (KIPA). Reżyser pełnometrażowego filmu "Diabeł", którego kinowa premiera odbyła się 29 listopada 2024 roku .  Znany z produkcji teledysków i współpracy z takimi artystami jak: Rytmus, Paluch, Behemoth, Peja, Kali, Chada, Massiv, Hate, O.S.T.R., Dixon37, Paulla, Natalia Lesz, KęKę, Glaca (Sweet Noise) Zbuku, Sarius, Slums Attack, DJ Decks, Maciej Maleńczuk, Greckoe, Robert M, Rozbójnik Alibaba, Sobota, Andrzej Grabowski, Bonson, Andrzej Nowak & Złe Psy, Arkadiusz Malinowski, Kaczor, ZDR, TPS, Dudek P56, Bezczel, Bonus RPK, Sokół, Małach & Rufuz, Vixen, Białas, Z.B.U.K.U, Śliwa i wiele innych.
Założyciel ekipy filmowej Young Fresh Cinema.

## Twórczość
Błażej Jankowiak tworzy od 2008 roku pod szyldem 9LITER FILMY, czyli domu produkcyjnego stworzonego wraz ze swoim ojcem. Od tego czasu wyreżyserował setki polskich teledysków, będąc głównie kojarzony ze współpracy z czołówką polskiej sceny hip-hopowej. W 2015 roku miała miejsce premiera krótkometrażowego filmu muzycznego wykonanego dla słowackiego artysty Rytmusa "Eternal". Film odbił się dużym echem w Europie i na świecie zdobywając wiele nagród stwarzając innowacyjną formę teledysku. Jankowiak zajął się scenariuszem, reżyserią, a także wykonał zdjęcia do tego obrazu. Film ten był między innymi nominowany na prestiżowym New York Hip Hop Film Festival w kategorii najlepsze zdjęcia oraz najlepsze efekty wizualne. Rok później premierę miał kolejny film stworzony dla Rytmusa "Priepast" również bazujący na charakterystycznym, onirycznym stylu reżysera. Film powtórzył festiwalowy sukces zdobywając szereg nagród wg niektórych przesuwając granicę wyznaczoną przez "Eternal". Jankowiak filmem tym zwyciężył na New York Hip Hop Film Festival w kategorii najlepszy reżyser.
W 2019 roku stanął za kamerą filmu krótkometrażowego pt. "Kawałek Serca" promujący album Vix.N'a.
W 2020 premierę miał średniometrażowy film wyreżyserowany przez Jankowiaka pt. "GNIEW". Film utrzymany jest w konwencji mrocznego musicalu z pogranicza thrillera i kryminału promujący album gwiazdy polskiej sceny muzycznej O.S.T.R. o tym samym tytule. Główne role w filmie odegrali Eryk Lubos, Eliza Rycembel, Tomasz Włosok, Sławomir Maciejewski oraz sam Adam Ostrowski (O.S.T.R.). Jankowiak był również współscenarzystą i autorem zdjęć do owego obrazu. Film został opublikowany jako tryptyk oraz w pełnej wersji na DVD wydany nakładem wytwórni Asfalt Records. Film ten zdobył liczne nagrody i selekcje na festiwalach międzynarodowych między innymi na BARCIFF w Barcelonie (nominacje dla: najlepszy film średniometrażowy, najlepsza reżyseria, najlepsza rola żeńska) wygrywając w kategorii najlepszy film średniometrażowy. Ponadto zwyciężył na TINFF w Toronto w kategorii najlepszy film muzyczny oraz na IMVA w Londynie w kategorii najlepszy musical. Selekcje otrzymywał również na HHFF Europe oraz Golden Sneakers International Hip Hop Film Festival w Hamburgu.
W 2021 roku premierę miał miejsce średniometrażowy sequel filmu "Kawałek serca" pt. "Kawałek Novego Serca", którego Jankowiak zajął się reżyserią i zdjęciami. Oba filmy zostały wydane na DVD. Największy festiwalowy sukces przyniósł jednak teledysk wykonany dla polskiego rapera JANO PW "Teoretycznie", który zdobył w sumie 6 selekcji i 5 nagród na różnych międzynarodowych festiwalach.
W 2022 roku zwyciężył na PL Music Video Awards w kategorii rock i ostre brzmienie teledyskiem Behemoth - "The Deathless Sun". Teledysk ten odbił się szerokim echem ze względu na swoją kontrowersyjną tematykę. Jest autorem scenariusza koncertu Paktofoniki organizowanego z okazji XXII-lecia wydania albumu "Kinematografia". Koncert odbył się w katowickim Spodku łącząc filmową linię fabularną oraz muzykę. W 2022 roku zasiadł w jury festiwalu filmowego BARCIFF w Barcelonie. 
29 listopada 2024 na ekranach kin pojawił się film "Diabeł", który wyreżyserował Błażej Jankowiak. Jest to tym samym jego pełnometrażowy debiut reżyserski. W filmie tym pojawiła się plejada wybitnych aktorów takich jak Eryk Lubos, Paulina Gałązka, Aleksandra Popławska, Krzysztof Stroiński, Aleksandra Konieczna, Karol Bernacki, Piotr Trojan czy Robert Talarczyk. 